# یوچنگ
یوچنگ (به لاتین: Yucheng District) یک سکونتگاه مسکونی در جمهوری خلق چین است که در یاان واقع شده‌است.